# Idaea pinguedinaria
Idaea pinguedinaria là một loài bướm đêm trong họ Geometridae.